# كاريجين
كاريجين هي كومونا (بلديه) في مقاطعة لوكا، في شمال توسكانا (إيطاليا) وهي مكان ولادة لاعب الكرة الإيطالي ماركو تارديلي وأدريانو تارديلي وهم أحد افراد حركة المقاومة الإيطالية.